# ルイス・フロレス (神父)
ルイス・フロレス（Luis Flores、生年不詳 - 1622年8月19日）は、江戸時代初期に来日したスペインのドミニコ会宣教師、神父である。

## 経歴・人物
1620年（元和6年）にスペイン領東インド（現在のフィリピン）のマニラから聖アウグスティノ修道会宣教師だったペドロ・デ・スニガと共に平山常陳が船長を務める朱印船で日本への来航を目指した。身分を隠蔽し武士に変装したスニガと同じくフロレスも商人に変装したが、来航途中の台湾沖で英蘭連合艦隊に捕縛される（平山常陳事件）。その後は長崎に送還され、宣教師であることを自白し同年7月13日（元和8年8月13日）にスニガと共に火刑に処された。